# Mar de Tracia
El mar de Tracia (en griego: Θρακικό Πέλαγος, Thrakikó Pélagos; en turco: Trakya Denizi) es un mar epicontinental localizado en la parte septentrional del mar Egeo, que baña las costas griegas de las regiones históricas de Macedonia y Tracia, y la parte noroccidental de Turquía. De oeste a este, se extiende desde la península del Monte Athos, en la península Calcídica, hasta la península de Galípoli en los Dardanelos. Se acostumbra a citar el paralelo 40°N como el límite meridional, con las islas de Lemnos y Ténedos (Bozcaada). Además, incluye las islas de Tasos, Samotracia e Imbros (Gökçeada). 
Forma diversos entrantes en la costa, como los golfos de Ierisos y el Estrimónico, en la parte occidental; el golfo de Kavala, en la costa norte, y el Saros, en la parte oriental.
En el mar de Tracia desembocan los ríos Estrimón, Nestos y Evros o Meriç, marcando este último la frontera entre Grecia y Turquía. 
Los principales puertos están en las ciudades griegas de Alejandrópolis, Kavala y Tasos. Hay una estación balnearia, llamada Loutra Eleftheron, cerca de Kavala.